# Haplophyllum dshungaricum
Haplophyllum dshungaricum är en vinruteväxtart som beskrevs av Robtzov. Haplophyllum dshungaricum ingår i släktet Haplophyllum och familjen vinruteväxter. Inga underarter finns listade i Catalogue of Life.